# Сејад Салиховић
Сејад Салиховић (Зворник, 8. октобар 1984) бивши је босанскохерцеговачки фудбалер.
Већину фудбалске каријере провео је играјући за Хофенхајм у немачкој Бундеслиги. Играо је још и за Херту Берлин, Гуејџоу Ренхе, Санкт Гален и Хамбургер.
Осам година, од 2007. до 2015. године, Салиховић је играо за репрезентацију Босне и Херцеговине. Наступио је 47 пута и постигао 4 гола за национални тим. Био је у саставу репрезентације на Светском првенству 2014. године у Бразилу.

## Клупска каријера

### Јуниорска каријера
Фудбалску каријеру је започео у млађим категоријама клубова Минерва 93 Берлин и Херта 03 Зехлендорф. У сезони 2000/01, Салиховић је пребачен у омладински погон Херте из Берлина. Играо је за тим испод 17 година и за тим испод 19 година. Године 2003. године убачен је у резервни састав. Одликовао га је снажан ударац левом ногом и био је специјалиста за извођење слободних удараца.

### Херта Берлин
Салиховић је прекомандован у први тим Херте 2004. године. Први дебитантски наступ у Бундеслиги остварио је у септембру 2004. године у поразу од Хамбургера резултатом 2:1. Међутим, Салиховић је имао малу минутажу у првом тиму и свега неколико наступа за Херту. Одлучио се за прелазак у тада мање познати Хофенхајм 1899.

### Хофенхајм
Године 2006, прешао је у редове у Хофенхајма. У првој сезони, тим је играо у Регионалној лиги Југ, у то време трећој лиги у Немачкој. На крају сезоне успели су да уђу у Другу Бундеслигу Немачке.
Спортски часопис „Кикер” га је прогласио најбољим играчем Друге Бундеслиге у сезони 2007/08. са најбољим просечним оценама. Хофенхајм је остварио велики успех пласманом у виши ранг такмичења, овај пут су ушли у Бундеслигу.
Салиховић је помогао екипи Хофенхајма да у својој првој сезони у Бундеслиги заврши на врху табеле у првом делу првенства пред зимску паузу. Међутим, на крају нису могли да наставе у истом ритму, завршивши сезону тек на седмом месту табеле. У наредним сезонама Салиховић постаје неизоставни члан првог тима Хофенхајма на позицији у везном реду. Сезона 2010/11. била је једна од најбољих у каријери Салиховића када је на 30 одиграних утакмица постигао 5 голова и имао 9 асистенција.
На крају сезоне 2012/13, постигao је два гола из једанаестерца у мечу против Борусије из Дортмунда и осигурао меч баража за опстанак у Бундеслиги. На тај начин је спасао свој тим од испадања из лиге.
Последњих пар сезона које је провео у Хофенхајму, пратиле су га повреде, те није имао велику минутажу у првом тиму.
Напустио је тим Хофенхајма 2015. године, после девет година, а постао је рекордер по броју наступа у историји клуба.

### Гуејџоу Ренхе
У јуну 2015, Хофенхајм је објавио на својој званичној веб страници да Салиховић прелази у кинески клуб Гуејџоу Ренхе, који се такмичи у кинеској Суперлиги, односно првом рангу такмичења у Кини. Играо је заједно у тиму са некадашњим репрезентативцем Босне и Херцеговине Звјезданом Мисимовићем. Постигао је гол на дебитанстком наступу против екипе Чангчунг Јатај. Задржао се у кинеској екипи нешто мање од годину и по дана.

### Санкт Гален
У фебруару 2017. Салиховић је потписао уговор са швајцарским суперлигашем Санкт Галеном до краја сезоне. Дебитовао је 5. фебруара против екипе Вадуца, утакмица се завршила нерешено 1:1, а ушао је у игру као замена од 73 минута. Како му уговор није обновљен, напустио је клуб као слободан играч у јуну 2017. године.

### Хамбург
Дана 13. септембра 2017. године, потписао је једногодишњи уговор са Хамбургером СВ, чиме се вратио у Бундеслигу након више од две године. Дебитовао је 15. септембра, када је његов тим поражен са 0:2 против Хановера 96. Постигао је свој први гол против Мајнца, у поразу резултатом 2:3. На крају сезоне Салиховић је напустио клуб јер му уговор није био продужен.

### Повлачење
Дана 4. априла 2019. Салиховићев саветник Толга Дерикан објавио је да је одлучио да заврши играчку каријеру, упркос понудама многих клубова у Другој Бундеслиги. Почео је да ради као стручни консултант за клупску телевизију Хофенхајма, а задужен је за емисију „Matchday” која може да се прати на Јутјуб каналу овог немачког бундеслигаша.

## Репрезентација
Салиховић је био стандардан у репрезентацији Босне и Херцеговине до 21 године. Током октобра 2006. године, постигао је два гола за младу репрезентацију у плеј-офу за Европско фудбалско првенство испод 21 године против Чешке Републике. На крају су поражени резултатом 2:3, а оба гола постигао је са раздаљине од преко 25 метара.
Након тога позван је у сениорску репрезентацију Босне и Херцеговине и постао важан члан тима. Дебитовао је 13. октобра 2007. године против репрезентације Грчке у квалификацијама за Европско првенство 2008. када су поражени резултатом 2:3. Први гол је постигао 9. јуна 2009. године у пријатељској утакмици против Омана. Иако му је била омиљена позиција у средини терена, често је коришћен као леви бек због недостатка других опција. Због неспортског понашања против Португалије током плеј-оф квалификација за Светско првенство 2010. године, суспендован је на четири утакмице. Није био у тиму на квалификационим утакмицама за одлазак на Европско првенство 2012. против Луксембурга, Француске, Албаније и Румуније. Вратио се на пријатељском мечу против Словачке, коју је БиХ савладала у Братислави резултатом 3:2.
У јуну 2014. године уврштен је у састав Босне и Херцеговине за Светско првенство 2014. године, прво велико такмичење на којем се квалификовала. Играо је на све три утакмице у групној фази. У поразима од 2:1 и 1:0 против Аргентине и Нигерије и у победи резултатом 3:1 против Ирана.
Након што репрезентација није успела да се пласира на Европско првенство 2016, Салиховић више није одиграо ниједан меч за национални тим.

## Приватни живот
Са породицом се доселио у Берлин 1992. године, непосредно пре почетка рата у Босни и Херцеговини. У јуну 2009. године, након 17 година, посетио је родни град Зворник, одакле су му родитељи Исмет и Фадила. Хоби му је читање књига и играње малог фудбала, а слободно време проводи са породицом.
Дана 15. децембра 2014. Салиховић се оженио са дотадашњом девојком Јулијом. У априлу 2015, добили су сина по имену Лиан.

## Статистика каријере

### Клуб
Ажурирано 28. новембра 2019.
| Клуб            | Сезона          | Лига                      | Лига | Лига | Куп | Куп | Европа | Европа | Друго | Друго | Укупно | Укупно |
| Клуб            | Сезона          | Првенство                 | Ута  | Гол  | Ута | Гол | Ута    | Гол    | Ута   | Гол   | Ута    | Гол    |
| --------------- | --------------- | ------------------------- | ---- | ---- | --- | --- | ------ | ------ | ----- | ----- | ------ | ------ |
| Херта Берлин II | 2003/04         | НОФВ-Оберлига Север       | 31   | 13   | –   | –   | –      | –      | –     | –     | 31     | 13     |
| Херта Берлин II | 2004/05         | Регионална лига Север     | 27   | 14   | 1   | 0   | –      | –      | –     | –     | 28     | 14     |
| Херта Берлин II | 2005/06         | Регионална лига Север     | 30   | 8    | –   | –   | –      | –      | –     | –     | 30     | 8      |
| Херта Берлин II | Укупно          | Укупно                    | 88   | 35   | 1   | 0   | –      | –      | –     | –     | 89     | 35     |
| Херта Берлин    | 2004/05         | Бундеслига                | 5    | 0    | 0   | 0   | –      | –      | –     | –     | 5      | 0      |
| Херта Берлин    | 2005/06         | Бундеслига                | 0    | 0    | 0   | 0   | 0      | 0      | 1     | 0     | 1      | 0      |
| Херта Берлин    | Укупно          | Укупно                    | 5    | 0    | 0   | 0   | 0      | 0      | 1     | 0     | 6      | 0      |
| Хофенхајм II    | 2006/07         | Оберлига Баден-Виртемберг | 1    | 0    | –   | –   | –      | –      | –     | –     | 1      | 0      |
| Хофенхајм II    | 2011/12         | Регионална лига Југ       | 1    | 0    | –   | –   | –      | –      | –     | –     | 1      | 0      |
| Хофенхајм II    | Укупно          | Укупно                    | 2    | 0    | –   | –   | –      | –      | –     | –     | 2      | 0      |
| Хофенхајм 1899  | 2006/07         | Регионална лига Југ       | 30   | 10   | –   | –   | –      | –      | –     | –     | 30     | 10     |
| Хофенхајм 1899  | 2007/08         | Друга Бундеслига Немачке  | 27   | 6    | 4   | 1   | –      | –      | –     | –     | 31     | 7      |
| Хофенхајм 1899  | 2008/09         | Бундеслига                | 29   | 8    | 1   | 1   | –      | –      | –     | –     | 30     | 9      |
| Хофенхајм 1899  | 2009/10         | Бундеслига                | 32   | 4    | 4   | 1   | –      | –      | –     | –     | 36     | 5      |
| Хофенхајм 1899  | 2010/11         | Бундеслига                | 26   | 5    | 4   | 0   | –      | –      | –     | –     | 30     | 5      |
| Хофенхајм 1899  | 2011/12         | Бундеслига                | 23   | 9    | 3   | 2   | –      | –      | –     | –     | 26     | 11     |
| Хофенхајм 1899  | 2012/13         | Бундеслига                | 20   | 7    | 1   | 0   | –      | –      | 2     | 0     | 23     | 7      |
| Хофенхајм 1899  | 2013/14         | Бундеслига                | 28   | 11   | 2   | 0   | –      | –      | –     | –     | 30     | 11     |
| Хофенхајм 1899  | 2014/15         | Бундеслига                | 13   | 2    | 0   | 0   | –      | –      | –     | –     | 13     | 2      |
| Хофенхајм 1899  | Укупно          | Укупно                    | 228  | 62   | 19  | 5   | –      | –      | 2     | 0     | 249    | 67     |
| Гуејџоу Ренхе   | 2015            | Суперлига Кине            | 15   | 2    | 0   | 0   | –      | –      | –     | –     | 15     | 2      |
| Гуејџоу Ренхе   | 2016            | Прва лига Кине            | 13   | 3    | 0   | 0   | –      | –      | –     | –     | 13     | 3      |
| Гуејџоу Ренхе   | Укупно          | Укупно                    | 28   | 5    | 0   | 0   | –      | –      | –     | –     | 28     | 5      |
| Санкт Гален     | 2016/17         | Суперлига Швајцарске      | 13   | 0    | –   | –   | –      | –      | –     | –     | 13     | 0      |
| Хамбургер       | 2017/18         | Бундеслига                | 10   | 1    | –   | –   | –      | –      | –     | –     | 10     | 1      |
| Каријера укупно | Каријера укупно | Каријера укупно           | 374  | 103  | 20  | 5   | 0      | 0      | 3     | 0     | 397    | 108    |

1. ↑  Појављивање 2005. у Лига Купу Немачке
2. ↑  Појављивање у плеј–офу за опстанак у Бундеслиги 2012/13.

### Репрезентација
Ажурирано 28. новембра 2019.
| Тим                 | Година | Ута | Гол |
| ------------------- | ------ | --- | --- |
| Босна и Херцеговина |        |     |     |
| 2007                | 3      | 0   |     |
| 2008                | 6      | 0   |     |
| 2009                | 8      | 2   |     |
| 2010                | 4      | 1   |     |
| 2011                | 5      | 1   |     |
| 2012                | 7      | 0   |     |
| 2013                | 6      | 0   |     |
| 2014                | 6      | 0   |     |
| 2015                | 2      | 0   |     |
| Укупно              | Укупно | 47  | 4   |

### Голови за репрезентацију
Постигнути голови Салиховића у дресу националног тима.
| Бр. | Датум              | Место                                    | Противник  | Гол | Резултат | Такмичење                                 |
| --- | ------------------ | ---------------------------------------- | ---------- | --- | -------- | ----------------------------------------- |
| 1.  | 6. јун 2009.       | Стадион Пјер де Кубертен, Кан, Француска | Оман       | 2:1 | 2:1      | Пријатељска утакмица                      |
| 2.  | 9. септембар 2009. | Билино поље, Зеница, БиХ                 | Турска     | 1:1 | 1:1      | Квалификације за Светско првенство 2010.  |
| 3.  | 29. мај 2010.      | Росунда, Стокхолм, Шведска               | Шведска    | 1:1 | 2:4      | Пријатељска утакмица                      |
| 4.  | 2. септембар 2011. | Стадион Динама, Минск, Белорусија        | Белорусија | 1:0 | 2:0      | Квалификације за Европско првенство 2012. |